# بطرس البستاني
بطرس البستاني ويُلقب المعلم بطرس (1 مايو 1819-1 مايو 1883)، هو أديب وموسوعي ومربي ومؤرخ دخل المدارس الوطنية، ألف أول موسوعة عربية سماها دائرة المعارف: قاموس عام لكل فن ومطلب. كان المعلم بطرس البستاني أول من أسس مدرسة وطنية عالية راقية، وأول من أنشأ مجلة هادفة سامية وأول من ألف قاموسًا عربيًا عصريًا مطولًا، وأول من ابتدأ بمشروع دائرة معارف باللغة العربية، ويعد من أكبر زعماء النهضة العربية الحديثة.

## حياته
ولد بطرس البستاني في قرية الدِّبِّيَّة من مناطق الشوف في جبل لبنان في 1 مايو عام 1819م، كنيته «البستاني» هي لقب لأسرة مارونية مشهورة يعود اصلها لمدينة جبلة، أنجبت العائلة رجالاً عدة يجيدون اللغة العربية وقدموا للأدب خدمات جليلة. .تلقى علومه في اللاهوت والشرع الكنسي ودّرس الإنكليزية على نفسه. وفي عام 1840م ذهب إلى بيروت واتصل ببعض المبعوثين الأمريكيين يعلمهم العربية ويعرب لهم الكتب، فاستعانوا به على إدارة الأعمال في مطبعتهم. عين أستاذ في «مدرسة عبية» عام 1860م فمكث فيها سنتين، ثم عين ترجماناً للقنصلية الأمريكية في بيروت.
بعد عام 1860م وجه عناية فائقة إلى توعية الشعب في بلاده فأنشأ جريدة «نفير سورية» وهي أول جريدة وطنية راقية، دعا فيها إلى الألفة ونبذ الأحقاد ورأى أن القلوب لا تتفق إلا إذا اعتادت الاتحاد والوئام. فأسس سنة 1863م «المدرسة الوطنية» الشهيرة، وكانت أول مدرسة وطنية عالية، فأمها الطلاب من مختلف الطرائف ومختلف المناطق ومن البلدان المجاورة ليتعلموا فيها، وفي جملة ما يتعلمونه العربية والإنكليزية والفرنسية ومحبة الإنسان والتعلق بالأوطان. وأكثر ما عرف به البستاني هو اللغة والتأليف فقد اشتغل بالتأليف فصنف كتباً متعددة في الحساب والنحو والصرف واللغة والأدب كما ترك أثاراً مثل الخطب والمحاضرات والمقالات التي كان يلقيها في المنتديات والجمعيات ويدبجها في الجرائد والمجلات كان لها أبلغ الأثر في ثقافة عصره. أنشأ مستعيناً بابنه الأكبر سليم أربع صحف بالإضافة إلى نفير سورية وهي: الجنان والجنة والجنينة وكانت جميعها صحفاً سياسية وتجارية وأدبية أسبوعية أو يومية.
أما أعظم أثاره على الإطلاق فهي دائرة المعارف التي عرفها بقوله «إنها قاموس عام لكل فن ومطلب». وقد صدر منها في حياته ستة أجزاء، وصدر منها بعد وفاته خمسة، واشتغل فيها أبناؤه وبخاصة سليم ونسيبه سليمان خطار البستاني وتوقف العمل قبل أن يكمل المشروع وتعد هذه الموسوعة فعلاً أول موسوعة وطنية قائمة على المنهج الحديث في التأليف.
أما الأثر الثاني له والباقي أيضًا فهو معجم محيط المحيط وهو أول قاموس عصري في اللغة العربية طبعه في مجلدين كبيرين في بيروت، صدر الأول سنة 1867م، والثاني سنة 1870م. ورفعه إلى السلطان العثماني فنال عليه الوسام المجيدي الثالث، ولا يزال هذا المعجم أحد أهم المعاجم العربية الحديثة يحتاج إليه كل عالم لغة وطالب بحث،رغم مرور أكثر من مئة عام على تأليفه، ذلك لأنه رتبه على حروف المعجم باعتبار الحرف الأول من الثلاثي المجرد وجمع فيه كثيراً من مصطلحات العلوم والفنون سواء منها القاموسية أم المعّربة وشرح أصول بعض الألفاظ الأجنبية وجمع كثيراً من الألفاظ العامية الحية وفسرها واعتمد المعاجم القديمة الموثوقة واستخدم العبارة السهلة البسيطة.
وقد أعادت «مكتبة لبنان» طباعة المعجم بمجلديه ثم جددت طبعة سنة 1977م في مجلد واحد وصححت الأخطاء الطباعية وميزت المداخل الجذرية والرئيسية بلون مختلف، مما يساعد على سهولة استعمال المعجم.
اشترك البستاني أيضا في إنجاز ترجمة الكتاب المقدس من اللغة الأصلية بالكامل إلى اللغة العربية التي انتهت ترجمته في 23 أغسطس سنة 1864 وأشترك معه الدكتور عالي سمث والشيخ ناصيف اليازجي والدكتور كرنيليوس فان دايك والشيخ يوسف الأسير الأزهري. ويبدو أيضا أن المعلم البستاني اشترك في إنجاز فهرست الكتاب المقدس حيث ظهرت الطبعة الأولى للكتاب المقدس باللغة العربية في 29 مارس سهة 1865، وأما فهرست الكتاب المقدس فقد ظهرت الطبعة الأولى منه في عام 1875.

## روابط خارجية
- بطرس البستاني على موقع أرشيف الشارخ.
- بطرس البستاني على موقع الموسوعة البريطانية (الإنجليزية)